# 沃茲涅先斯基大街

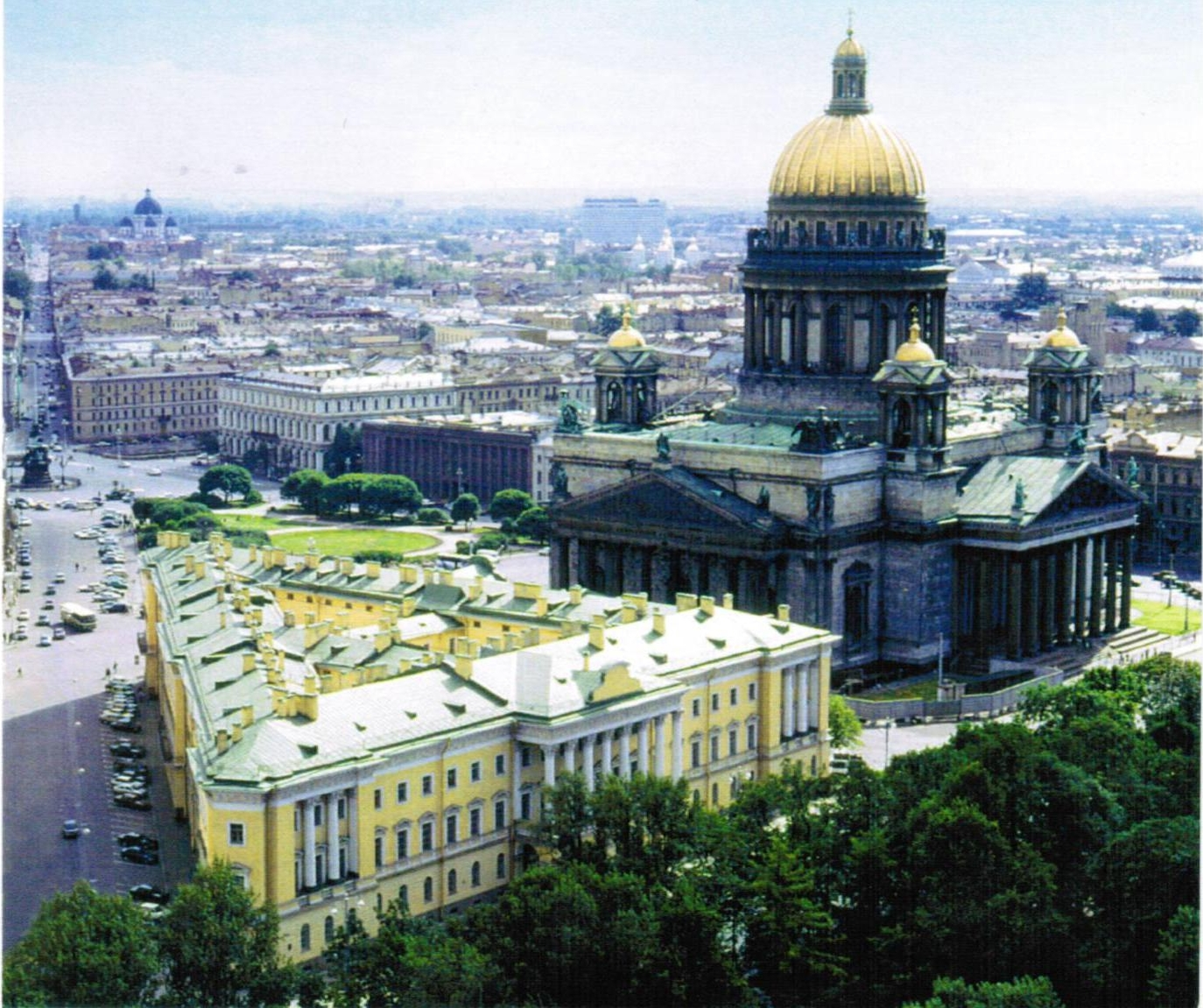
耶稣升天大街（左）、聖以撒大教堂（右）

耶稣升天大街（俄语：Вознесе́нский проспе́кт，「升天」的意思）是俄羅斯第二大城市聖彼得堡的一條街道，全長1.8公里。因耶穌升天堂得名。
大街從海军部向南放射，至伊茲梅洛橋後（豐坦卡河），與伊茲梅洛大街相連。大街是1737年城市規劃中訂定的三條軸線之一，其餘兩條是涅瓦大街和豌豆街。1923年5月9日至1991年10月4日曾名為邁奧羅夫大街。